# Hair (canción de Little Mix)
«Hair» es una canción del grupo británico Little Mix. Cuenta con un invitado, el cantante jamaiquino de dancehall Sean Paul y fue lanzada como el cuarto y último sencillo del tercer álbum de estudio del grupo Get Weird.

## Recepción

### Recibimiento comercial
Después de su lanzamiento como un sencillo promocional de Get Weird, "Hair" debutó en el número 35 en la lista de sencillos del Reino Unido en la semana que terminó el 10 de septiembre de 2015. Volvió a entrar en la lista de sencillos del Reino Unido en la semana que finalizó el 28 de abril de 2016, obteniendo una mejor posición en el número 31 debido a la liberación de la versión con Sean Paul. Más tarde alcanzó el puesto número 11.

## Vídeo musical
El vídeo musical oficial de "Hair", fue lanzado el 20 de abril de 2016 en Vevo y fue dirigido por Director X, quien previamente había dirigido el vídeo musical de Black Magic.

## Formatos y remezclas
- Descarga digital

| «Hair» |                        |          |  |
| N.º    | Título                 | Duración |  |
| 1.     | «Hair» (con Sean Paul) | 3:53     |  |

- Wideboys Remix

| «Hair» |                        |          |  |
| N.º    | Título                 | Duración |  |
| 1.     | «Hair» (con Sean Paul) | 3:49     |  |

## Posicionamiento en listas

### Semanales
| Australia     | Australian Singles Chart | 10  |
| Bélgica (Fl)  | Ultratip                 | 14  |
| Escocia       | Scottish Singles Chart   | 7   |
| Francia       | French Singles Chart     | 137 |
| Irlanda       | Irish Singles Chart'     | 20  |
| Nueva Zelanda | NZ Top 40 Singles        | 32  |
| Reino Unido   | UK Singles Chart         | 11  |

### Anuales
| País        | Lista (2016)         | Posición |
| ----------- | -------------------- | -------- |
| Australia   | ARIA Top 100 Singles | 73       |
| Indonesia   | CreativeDisc Top 50  | 40       |
| Reino Unido | UK Singles Chart     | 63       |

### Certificaciones
| País          | Organismo certificador | Certificación | Ventas certificadas | Ref.   |
| ------------- | ---------------------- | ------------- | ------------------- | ------ |
| Australia     | ARIA                   | 2× Platino    | 140 000             | [ 16 ] |
| Brasil        | PMB                    | 3x Platino    | 180 000             | [ 17 ] |
| Irlanda       | IRMA                   | Platino       | 15 000              | [ 18 ] |
| Nueva Zelanda | RIANZ                  | Oro           | 15 000              | [ 19 ] |
| Países Bajos  | NVPI                   | Oro           | 20 000              | [ 20 ] |
| Reino Unido   | BPI                    | Platino       | 600 000             | [ 21 ] |